# Manettia pauciflora
Manettia pauciflora là một loài thực vật có hoa trong họ Thiến thảo. Loài này được Dusén mô tả khoa học đầu tiên năm 1905.